# Ufa-Arena
Die Ufa-Arena (russisch Уфа-Арена, baschkirisch Өфө – арена, Oufou-arena) ist eine 8.500 Zuschauer fassende Mehrzweckhalle in der russischen Stadt Ufa, Baschkortostan. In der am 27. August 2007 eröffneten Arena trägt der ansässige Eishockeyklub Salawat Julajew Ufa aus der Kontinentalen Hockey-Liga seine Heimspiele aus. Zudem war die Arena Austragungsort der beiden Auftaktspiele um die Super Series 2007 und war neben dem Sportpalast Salawat Julajew Spielort der Eishockey-Weltmeisterschaft der U20-Junioren 2013.